# Austrosynapha forcipata
Austrosynapha forcipata är en tvåvingeart som beskrevs av Freeman 1951. Austrosynapha forcipata ingår i släktet Austrosynapha och familjen svampmyggor. Inga underarter finns listade i Catalogue of Life.